# Nanodectes
Nanodectes là một chi côn trùng thuộc họ Tettigoniidae. Chi này có các loài sau:
- Nanodectes bulbicercus